# Малта на Летњим олимпијским играма 2012.
Малта је на Летњим олимпијским играма 2012. у Лондону учествовала са 5 спортиста који су се такмичили у 3 спорта.
Заставу Малте на свечаном отварању игара 27. јула носио је млади стрелац Вилијам Четкути који је остварио и највећи успех за ову земљу освојивши 9. место у дисциплини двоструки трап. За пласман у финале недостајала су му свега два глинена голуба.

## Учесници по спортовима
| Спорт      | Мушкарци | Жене | Укупно |
| ---------- | -------- | ---- | ------ |
| Атлетика   | 1        | 1    | 2      |
| Пливање    | 1        | 1    | 2      |
| Стрељаштво | 1        | 0    | 1      |
| Укупно (3) | 3        | 2    | 5      |

## Резултати по спортовима

### Атлетика
Мушкарци
| Атлетичар  | Дисциплина | Лични рекорд | Квалификације | Квалификације | Четвртфинале     | Четвртфинале     | Полуфинале       | Полуфинале       | Финале           | Финале | Детаљи |
| Атлетичар  | Дисциплина | Лични рекорд | Рез.          | Плас.         | Рез.             | Плас.            | Рез.             | Плас.            | Рез.             | Плас.  | Детаљи |
| ---------- | ---------- | ------------ | ------------- | ------------- | ---------------- | ---------------- | ---------------- | ---------------- | ---------------- | ------ | ------ |
| Рачид Чуал | 10,57      | 100 метара   | 10,83 ЛРС     | 4. у гр. 4    | Није се пласирао | Није се пласирао | Није се пласирао | Није се пласирао | Није се пласирао | 64/75  |        |

Жене
| Атлетичарка | Дисциплина | Лични рекорд | Квалификације | Квалификације | Четвртфинале | Четвртфинале | Полуфинале        | Полуфинале        | Финале            | Финале | Детаљи |
| Атлетичарка | Дисциплина | Лични рекорд | Рез.          | Плас.         | Рез.         | Плас.        | Рез.              | Плас.             | Рез.              | Плас.  | Детаљи |
| ----------- | ---------- | ------------ | ------------- | ------------- | ------------ | ------------ | ----------------- | ----------------- | ----------------- | ------ | ------ |
| Дајен Борг  | 11,89 НР   | 100 метара   | 12,00         | 3. у гр 3 кв  | 11,92 ЛРС    | 8. у рг. 2   | Није се пласирала | Није се пласирала | Није се пласирала | 53 /79 |        |

### Пливање
Мушкарци
| Пливач        | Дисциплина    | Квалификације | Квалификације | Полуфинале       | Полуфинале       | Финале           | Финале | Детаљи |
| Пливач        | Дисциплина    | Рез.          | Плас.         | Рез.             | Плас.            | Рез.             | Плас.  | Детаљи |
| ------------- | ------------- | ------------- | ------------- | ---------------- | ---------------- | ---------------- | ------ | ------ |
| Ендру Четкути | 100м слободно | 51,67         | 3. у гр 3     | Није се пласирао | Није се пласирао | Није се пласирао | 39/60  |        |

Жене
| Пливач        | Дисциплина    | Квалификације | Квалификације | Полуфинале        | Полуфинале        | Финале            | Финале      |
| Пливач        | Дисциплина    | Рез.          | Плас.         | Рез.              | Плас.             | Рез.              | Плас.       |
| ------------- | ------------- | ------------- | ------------- | ----------------- | ----------------- | ----------------- | ----------- |
| Никола Мускат | 50 м слободно | 27,22         | 4. у гр. 5    | Није се пласирала | Није се пласирала | Није се пласирала | 43 /73 (74) |

### Стрељаштво
Мушкасрци
| Стрелац         | Дисциплина | Квалификације | Квалификације | Финале           | Финале      | Детаљи |
| Стрелац         | Дисциплина | Резултат      | Пласман       | Резултат         | Пласман     | Детаљи |
| --------------- | ---------- | ------------- | ------------- | ---------------- | ----------- | ------ |
| Вилијам Четкути | Дупли трап | 135           | 9.            | Није се пласирао | 9 / 23 (24) |        |